# Philinopsis reticulata
Philinopsis reticulata is een slakkensoort uit de familie van de Aglajidae. De wetenschappelijke naam van de soort is voor het eerst geldig gepubliceerd in 1903 door Eliot.